# Championnat des Samoa de football 2023
Navigation
Édition précédente Édition suivante
La saison 2023 du Championnat des Samoa de football est la 44e édition du championnat national, appelé la Samoa Premier League. La compétition regroupe les douze meilleures formations de l'archipel, qui s'affrontent à deux reprises, lors de matchs aller et retour. A l'issue de la saison, les quatre derniers du classement sont relégués et remplacés par les quatre premiers de First Division, la seconde division samoane.
C'est le club de Vaipuna SC qui remporte la compétition après avoir terminé en tête du classement, avec un seul point d'avance sur Lupe o le Soaga et six sur le tenant du titre, Vaivase-Tai Football Club. C'est le tout premier titre de champion des Samoa de l'histoire du club.

## Participants
- Kiwi Football Club
- Vaivase-Tai Football Club
- Vaipuna SC
- Vaitele Uta SC
- Lepea FC
- Sogi SC
- Lupe o le Soaga
- University of the South Pacific FC
- Moataa FC - Promu de First Division
- Lotopa SC - Promu de First Division
- Togafuafua SC - Promu de First Division
- Alamagoto FC - Promu de First Division

## Compétition

### Classement final
Le classement est établi sur le barème de points classique (victoire à 3 points, match nul à 1, défaite à 0). 
| Rang | Équipe                             | Pts | J  | G  | N | P  | Bp  | Bc  | Diff |
| ---- | ---------------------------------- | --- | -- | -- | - | -- | --- | --- | ---- |
| 1    | Vaipuna SC                         | 54  | 22 | 17 | 3 | 2  | 122 | 19  | +103 |
| 2    | Lupe o le Soaga                    | 53  | 22 | 17 | 2 | 3  | 91  | 14  | +77  |
| 3    | Vaivase-Tai Football ClubT         | 48  | 22 | 14 | 6 | 2  | 81  | 24  | +57  |
| 4    | Vaitele Uta SC                     | 46  | 22 | 14 | 4 | 4  | 76  | 32  | +44  |
| 5    | Lepea FC                           | 46  | 22 | 14 | 4 | 4  | 60  | 21  | +39  |
| 6    | Kiwi Football Club                 | 32  | 22 | 10 | 2 | 10 | 38  | 36  | +2   |
| 7    | University of the South Pacific FC | 31  | 22 | 9  | 4 | 9  | 52  | 50  | +2   |
| 8    | Sogi SC                            | 30  | 22 | 9  | 3 | 10 | 71  | 64  | +7   |
| 9    | Moataa FCP                         | 18  | 22 | 5  | 3 | 14 | 44  | 105 | -61  |
| 10   | Lotopa SCP                         | 13  | 22 | 4  | 1 | 17 | 21  | 94  | -73  |
| 11   | Togafuafua SCP forfait             | 5   | 21 | 1  | 2 | 18 | 18  | 81  | -63  |
| 12   | Alamagoto FCP forfait              | 0   | 21 | 0  | 0 | 21 | 4   | 138 | -134 |

|  | Qualification pour la Ligue des champions de l'OFC 2024 |
|  | Relégation directe en First Division                    |
|  | T : Tenant du titre P : Promu de First Division         |

- Deux clubs déclarent forfait durant la compétition : Togafuafua SC à l'issue des matchs aller et Alamagoto FC après la 13e journée. Toutes les rencontres leur restant à disputer sont perdues sur tapis vert sur le score de 0-3 et le match les opposant lors de la 20e journée est annulé.

## Bilan de la saison
| Championnat des Samoa de football 2023 |                        |
| Champion                               | Vaipuna SC (1er titre) |
| Qualifications continentales           |                        |
| Ligue des champions de l'OFC 2024      | Vaipuna SC             |
| Promotions et relégations              |                        |
| Promus en Samoa Premier League         | Inconnus               |
| Relégués en First Division             | Moataa FC              |
| Relégués en First Division             | Lotopa SC              |
| Relégués en First Division             | Togafuafua SC          |
| Relégués en First Division             | Alamagoto FC           |